# Гольц, Владимир Николаевич
Владимир Николаевич Гольц (род. 4 сентября 1951, Усть-Каменогорск) — заслуженный тренер Казахской ССР (хоккей, 1981)

## Биография
Начал трудовую деятельность в качестве тренера ДЮСШ в Усть-Каменогорске. В 1979 году его воспитанники 1962 года рождения стали победителями Всесоюзного юношеского чемпионата, финал которого проходил в Усть-Каменогорске. В апреле 1980 года команда 1968 года рождения под его руководством победила во Всесоюзном финале турнира на призы клуба «Золотая шайба». В составе команды выступали Константин Шафранов, Андрей Соколов.
В феврале 1981 года Владимир Гольц за победы, одержанные его подопечными, получил почётное звание «Заслуженный тренер Казахской ССР».
С 1981 года работал тренером усть-каменогорского «Торпедо», помогая Виктору Щекочихину и Виктору Семыкину. В 1986 году стал главным тренером клуба и возглавлял его восемь сезонов. Именно в те годы «Торпедо» завоевало путёвку в высшую лигу чемпионата СССР.
После распада СССР Гольц стал первым старшим тренером сборной Казахстана. В 1994 году был снят с должностей старшего тренера как в «Торпедо», так и в тренером сборной.
Переехав в Новосибирск, работал в ДЮСШ. В 2002 и 2008 годах исполнял обязанности главного тренера ХК «Сибирь».